# Torpedo formosa
Torpedo formosa är en rockeart som beskrevs av Haas och Ebert 2006. Torpedo formosa ingår i släktet Torpedo och familjen darrockor. IUCN kategoriserar arten globalt som otillräckligt studerad. Inga underarter finns listade i Catalogue of Life.